# Aurel Voss
Aurel Voss (o Aurel Edmund Voß) (1845-1931) va ser un matemàtic alemany especialitzat en geometria i mecànica.
Voss va estudiar matemàtiques i física entre 1864 i 1868 a les universitats Tècnica de Hannover, Göttingen i Heidelberg, tenint com professors Hermann von Helmholtz i Gustav Kirchhoff. Va obtenir el doctorat a Göttingen el 1869 sota la direcció d'Alfred Clebsch. Els anys següents va ser professor de secundària a prop de Hannover fins al 1873 en que va obtenir l'habilitació per la docència universitària a Göttingen.
El 1875 va ser nomenat professor associat a la Universitat Tècnica de Darmstadt. El 1879 va passar a la Universitat Tècnica de Dresde i a partir de 1885 a la Universitat Tècnica de Múnic, on va ocupar una càtedra de matemàtiques. A partir de l'1 de setembre de 1891 va ser professor titular de matemàtiques a la Facultat de Filosofia i Lletres de la Universitat de Würzburg, on Friedrich Prym va compartir amb ell el lideratge del Seminari Matemàtic. L'època de Würzburg, on també va fer estudis botànics, es considera l'etapa més productiva de la seva vida acadèmica. El 1903 va ser nomenat catedràtic a la Universitat de Múnic. El 1923 es va retirar.
Entre altres matèries, Voss va estudiar la geometria diferencial de les superfícies i la mecànica teòrica.